# Alyscamps
Los Alyscamps es una gran necrópolis romana que se encuentra en la ciudad de Arlés, en el sur de Francia, es uno de los lugares calificados como Patrimonio de la Humanidad por la Unesco, dentro del sitio «Monumentos romanos y románicos de Arlés», en concreto, con el código de identificación 164-006.
Se encuentra a escasa distancia fuera de las murallas de la ciudad antigua de Arlés. Era una de las más famosas necrópolis del mundo antiguo. El nombre es una corrupción de la expresión latina Elisii Campi (esto es, los Campos Elíseos). Fueron famosas en la Edad Media y a ellas se refiere Ariosto en Orlando Furioso y Dante en el Infierno de la Divina Comedia.

## Historia
Las ciudades romanas tradicionalmente prohibían los enterramientos dentro de los límites de la ciudad. Era por lo tanto habitual que las carreteras que estaban justo a las afueras de una ciudad estuvieran llenas de tumbas y mausoleos en sus lados; la vía Apia en las afueras de Roma es un buen ejemplo. Los Alyscamps fueron el principal lugar de enterramiento de Arlés durante casi 1.500 años. Era el segmento final de la vía Aurelia que llevaba hasta las puertas de la ciudad y se usaba como cementerio para los ciudadanos de buena posición, cuyos monumentos conmemorativos iban desde un simple sarcófago a monumentos elaborados.

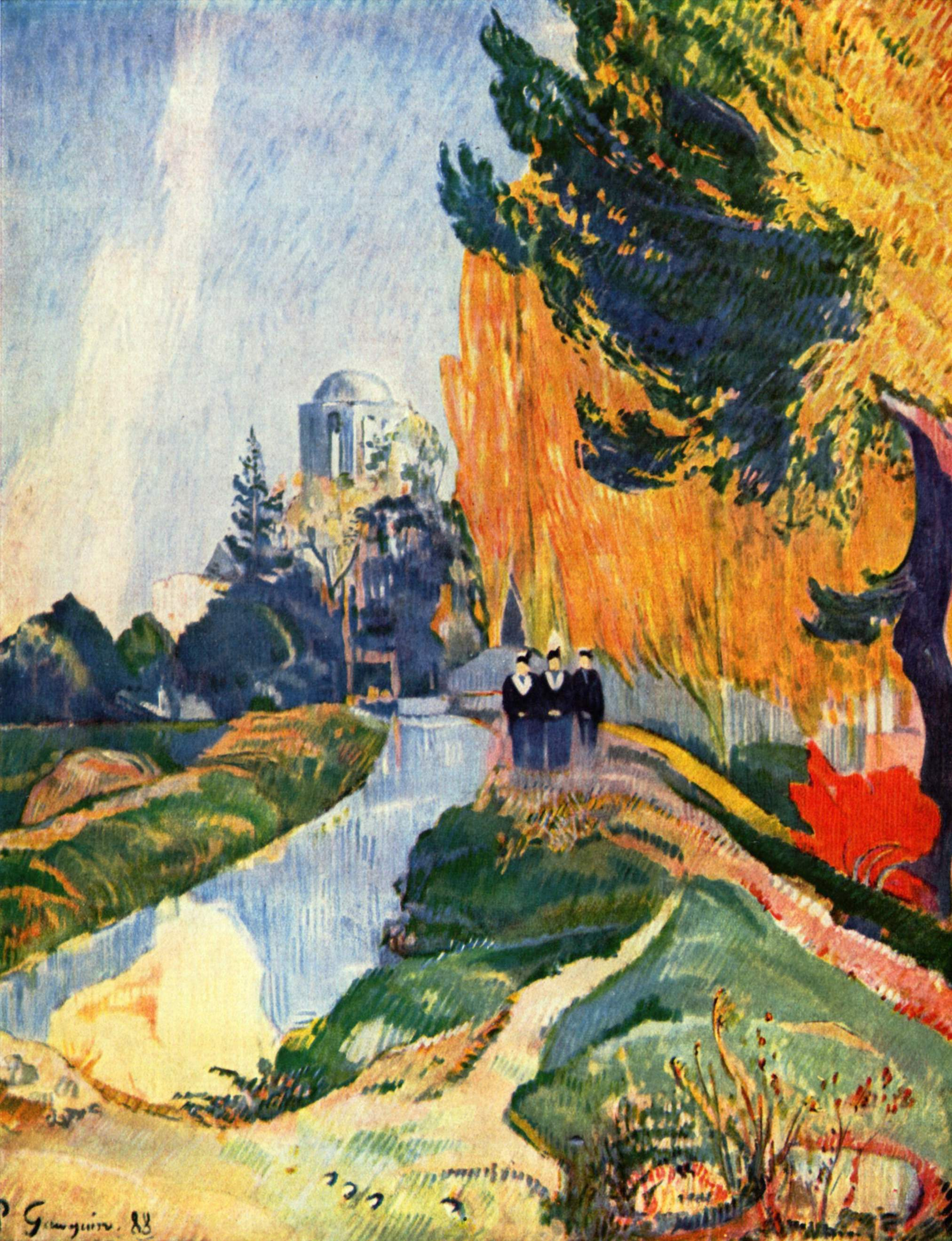
Les Alyscamps, cuadro de Paul Gauguin, 1888.

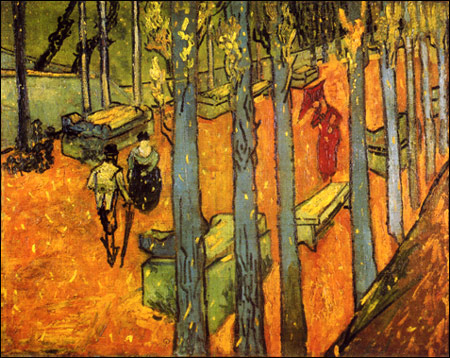
Les Alyscamps, hojas de otoño cayendo, cuadro de Vincent van Gogh, 1888.

Los Alyscamps siguieron usándose después de que la ciudad se cristianizara en el siglo IV. san Ginés, un funcionario romano decapitado en 303 por rechazar cumplir las órdenes de perseguir a los cristianos, fue enterrado aquí y rápidamente se convirtió en un centro de culto. San Trófimo, posiblemente el primer obispo de Arlés, fue enterrado aquí poco después. Dice la leyenda que el propio Jesucristo acudió a la ceremonia, dejando la huella de la rodilla en una tapa de sarcófago. 
La zona se convirtió en un lugar muy deseable para ser enterrado y las tumbas pronto se multiplicaron. Ya en el siglo IV había ya un millar de tumbas, que necesitaban el almacenamiento de los sarcófagos en tres capas de profundidad. El enterramiento en Les Alyscamps se hizo tan deseable que los cuerpos se llevaban allí desde toda Europa, haciendo con ello que los barqueros del Ródano lograran mucho beneficio del transporte de ataúdes a Arlés.
Los Alyscamps siguieron usándose en época medieval, aunque el traslado de las reliquias de San Trófimo a la catedral en 1152 redujeron su prestigio. Durante el Renacimiento la necrópolis fue sistemáticamente saqueada, con consejeros de la ciudad dando sarcófagos como regalos a visitantes distinguidos y gente local usando piedras funerarias como material de construcción. Fue dañado aún más por la llegada del ferrocarril y un canal en el siglo XIX, cruzando ambos el lugar. A finales de octubre de 1888 Vincent van Gogh y Paul Gauguin eligieron los Alyscamps como el primer lugar para sus expediciones donde pintaron uno junto a otro; para entonces era sólo un resto de lo que había sido. Desde entonces se ha restaurado algo como museo al aire libre. En su libro final Caesar's Vast Ghost, Lawrence Durrell recomienda los Alyscamps por su belleza y atmósfera; escribe: «Tiene un encanto único.»
Lo mejor de los sarcófagos que quedan se muestran actualmente en el Museo del Arlés Antiguo, que tiene una de las mejores colecciones de sarcófagos romanos que pueden encontrarse fuera de la propia Roma.